# Anatole Jakovsky
 (juillet 2012).
Anatole Jakovsky (né le 13 août 1907 à Kichineff (Gouvernement de Bessarabie, Empire russe) et mort le 24 septembre 1983 dans le 14e arrondissement de Paris), est un critique d'art, un écrivain, un collectionneur, un polyglotte et un spécialiste de l'art naïf français, connu pour la donation qui est à l'origine du musée international d'art naïf Anatole Jakovsky à Nice.

## Biographie
Après des études d'architecture à Prague, Anatole Jakovsky s'installe à Paris en 1932, où il se lie avec la communauté artistique de Montparnasse et Jean Hélion. Il côtoie le collectif formé autour de Michel Seuphor et de Joaquín Torres García, et se passionne rapidement pour le mouvement Abstraction-Création créé en 1931 par Auguste Herbin, dont il rédigera la première monographie deux ans plus tard.
Ses premiers écrits font l'apologie de plasticiens tels Jean Arp, Mondrian, Georges Braque, Picasso ou Zadkine. Polyglotte, le critique s'illustre également en publiant un article sur Alexander Calder dans les Cahiers d'art. En 1937, Anatole Jakovsky consacre un ouvrage regroupant six essais à ses amis Arp, Calder, Hélion, Miró, Anton Pevsner et Jacques Seligmann. Calder écrira dans son autobiographie, à propos de cet ouvrage : « C'est un critique de Bessarabie qui a écrit quelque chose sur chacun de nous. Il s'appelait Anatole Jakovsky. Le texte n'était pas très intéressant ; il s'efforçait d'être poétique et tout ce dont je peux me souvenir est la phrase suivante : "Pas besoin de boussole dans le pays de Seligmann" ».
Il écrit un recueil de poèmes, illustré par des plaques de Rhodoïd fluorescentes de Robert Delaunay, signé "Anatole Delagrave" : Clefs des pavés(1939). En 1939, il fait la connaissance de Gertrude O'Brady, native d'Evanston, près de Chicago. Il la pousse à peindre, s'émerveille de ses progrès, la comparant bientôt au Douanier Rousseau. En 1944, il amènera à la peinture un encadreur, Jean Fous, qui se fera connaître par ses paysages des marchés aux puces parisiens.
En 1935, il publie un recueil de 23 gravures originales à 50 exemplaires aux Editions G. Orobitz et Cie dans le but de financer un projet de "24 essais" des artistes, plus Marcel Duchamp. Ce projet ne vit jamais le jour mais l'ensemble des 23 gravures compose un panorama de l'art d'avant-garde des années 1930.
Passionné par le Palais idéal du facteur Cheval et l'art populaire, Anatole Jakovsky réunit des objets atypiques auprès de brocanteurs et décide de faire découvrir la peinture naïve. Il publie en 1952 L'Homme-orchestre, le premier livre sur Gaston Chaissac, sorti de l'anonymat l'année précédente grâce à la parution chez Gallimard d'un recueil de ses lettres et poèmes, L'hippobosque au bocage. En 1974, il participe à la découverte de Simone Le Moigne, peintre de la Bretagne intérieure. Il organise également des expositions internationales, et constitue peu à peu un des plus importants fonds d'art naïf, qu'il lègue à la ville de Nice en 1978. Le château Sainte-Hélène, devenu le musée international d'art naïf Anatole Jakovsky en son hommage, abrite depuis 1982, toiles, dessins, sculptures ou peintures sous verre, comme autant de témoignages exclusifs de l'histoire de l'art naïf depuis le XVIIe siècle.
Dès 1949, il publie son premier ouvrage sur l'art naïf, et, en 1958, il préside le jury de l'exposition d'art naïf de l'Exposition internationale de Bruxelles. Mais son combat pour la cause de l'art naïf l'amène ensuite à renier ses premières amours : il se mit dans ses dernières années à dénoncer « l'impérialisme abstrait » et, chose plus surprenante, aussi l'art brut « où, déclara-t-il, le mot « art » est le plus souvent de trop », reprenant donc contre les artistes défendus par Dubuffet les arguments utilisés auparavant contre les naïfs.
Il entretiendra une importante correspondance (publiée) ponctuée de la rencontre avec l'artiste Sanfourche.
Il est inhumé au cimetière du Père-Lachaise (49e division).

### Famille
Son épouse, Renée Jakovsky-Frère (1910-1999), est solidaire de la donation d'art naïf à la ville de Nice. Veuve, elle lègue le reste de ses collections à la commune de Blainville-Crevon, non loin de Rouen en 1999. En 2001, l'association « La Sirène » est créée pour la mise en valeur de cette collection. Le nom de l'association fait référence à l'une des pièces collectées par Anatole Jakovsky : une sirène de cire exposée à Londres et à Paris.

## Œuvres
- Clefs des pavés, avec deux fluoenluminures par Robert Delaunay, 1939
- Gaston Chaissac : l'homme orchestre , Presses littéraires de France, 1952
- Le petit traité du cactus, Verviers, Temps Mêlés, 1957. Avec illustrations d'Ossip Zadkine et Fernand Leger
- Alphonse Allais: "le tueur à gags", Les Quatre Jeudis, 1955
- Tabac - Magie, Éditions Le Temps, 1960
- Anatole Jakovsky fumant, Giorgio de Chirico, huile sur toile, 1936

## Écrits personnels
- « Pèlerinage à Saint-Omer berceau de la pipe en terre », in Revue des Tabacs, n° 216, 31e année, Paris, Noël 1956, p. 23-25.
- « Le monde ne fume plus de pipes en terre - M. de Gasquet en fabrique encore quelques-unes dans la banlieue de Marseille, pour quelques amateurs choisis : Pierre Fresnay, Jean Vilar.. », in Revue des Tabacs, n° 223, Paris, automne 1958, p. 19-21.
- « Pèlerinage à Gouda aux sources de la pipe en terre », in Revue des Tabacs, n° 232, 35e année, Paris, Noël 1960, p. 29-32.
- Anatole Jakovsky et Henri Monier, Paris, mes puces. Voyages au pays de brefs et décevants mirages ou Les marchés aux Puces parisiens, Paris, Les quatre jeudis, 1957, 254 p.
- Râpes et tabatières, Paris, Flammes et fumées éditions, 1961.
- « Il faut visiter Arnhem pour retrouver le débit de tabac de grand-papa », in Revue des Tabacs, n° 239, 35e année, Paris, automne 1962, p. 17-19.
- Tabac magie, Paris, Editions Le Temps, 1962.
- Défense et illustration de la pipe, Paris, Flammes et fumées éditions, 1963.
- Le pyrogène et son arbre généalogique, Paris, Flammes et Fumées éditions, 1964.
- L'épopée du tabac, Paris, Editions d'Art et d'Industrie, 1971.
- Les Mystérieux Rochers de Rothéneuf, Paris, Encre éditions,  (ISBN 2-86418-034-0), 1979.